# Физико-химический институт имени А. В. Богатского НАН Украины
Физико-химический институт им. А. В. Богатского НАН Украины был создан в 1977 г. на базе Одесских лабораторий и Опытного завода ИОНХ АН УССР. История развития института берёт начало в 1910 году.

## Радиологический институт (1924—1932)
1924—1926. Институт прикладной химии и радиологии
1926—1928.Химико-радиологический институт при ОНТУ Одесского совнархоза
1928—1932. Украинский научно-исследовательский химико-радиологический институт ВСНХ УССР

### Укргиредмет (1932—1957)
(Украинский филиал государственного научно-исследовательского института редких металлов)

### Одесские лаборатории ИОНХ АН УССР (1957—1977)
Президиум АН УССР 1 февраля утвердил следующие структурные подразделения Одесских лабораторий ИОНХ:
- Лаборатория физико-химических методов анализа (Н. С. Полуэктов)
- Лаборатория спектрального анализа (Н. Ф. Захария)
- Лаборатория аналитической химии редких элементов (В. А. Назаренко)
- Лаборатория химии и технологии редкоземельных элементов (И. Н. Целик)
- Лаборатория химии германия (А. И. Перфильев)
- Лаборатория технологии редих элементов (И. В. Винаров)
- Лаборатория ионного обмена (И. А. Легенченко)

## Структура
Отдел № 1 тонкого органического синтеза
Отдел № 2 химии функциональных неорганических материалов
Отдел № 3 молекулярной структуры
Отдел № 4 химии лантанидов
Отдел № 5 Медицинской химии
Отдел № 6 Катализа
Отдел № 7 Физико-химической фармакологии

### Отдел № 8 аналитической химии и физико-химии координационных соединений
Заведующий отделом — Антонович Валерий Павлович
Отдел создан в 1986 г на базе научных подразделений, которыми руководили известные химики-аналитики академик АН УССР Н. С. Полуэктов (22.10.1910-15.04.1986), член-корр. АН УССР В. А. Назаренко(24.08.1908-15.08.1991), к.х.н. Н. Ф. Захария (25.10.1910-23.01.1989). Главное научное направление отдела: применение комплексных соединений в качестве аналитических форм для вещественного (speciation) анализа неорганических материалов и биоаналитической химии.
Основные направления исследований:
- изучение комплексных соединений d- и 4f-металлов для целей люминесцентного определения редкоземельных элементов (РЗЭ); иммунофлуоресцентного анализа; фотометрического и люминесцентного определения биологически активных веществ, в том числе лекарственных препаратов;
- разработка прецизионных и неразрушающих методов определения форм элементов, включая разновалентные, в неорганических оптических материалах;
- методическое и аппаратурное совершенствование беспламенного атомно-абсорбционного определения ртути;
- создание новых стандартных образцов состава;
- разработка методик определения нормированных компонентов в объектах окружающей среды, пищевых продуктах, биожидкостях человека.